# Конец света (2012)

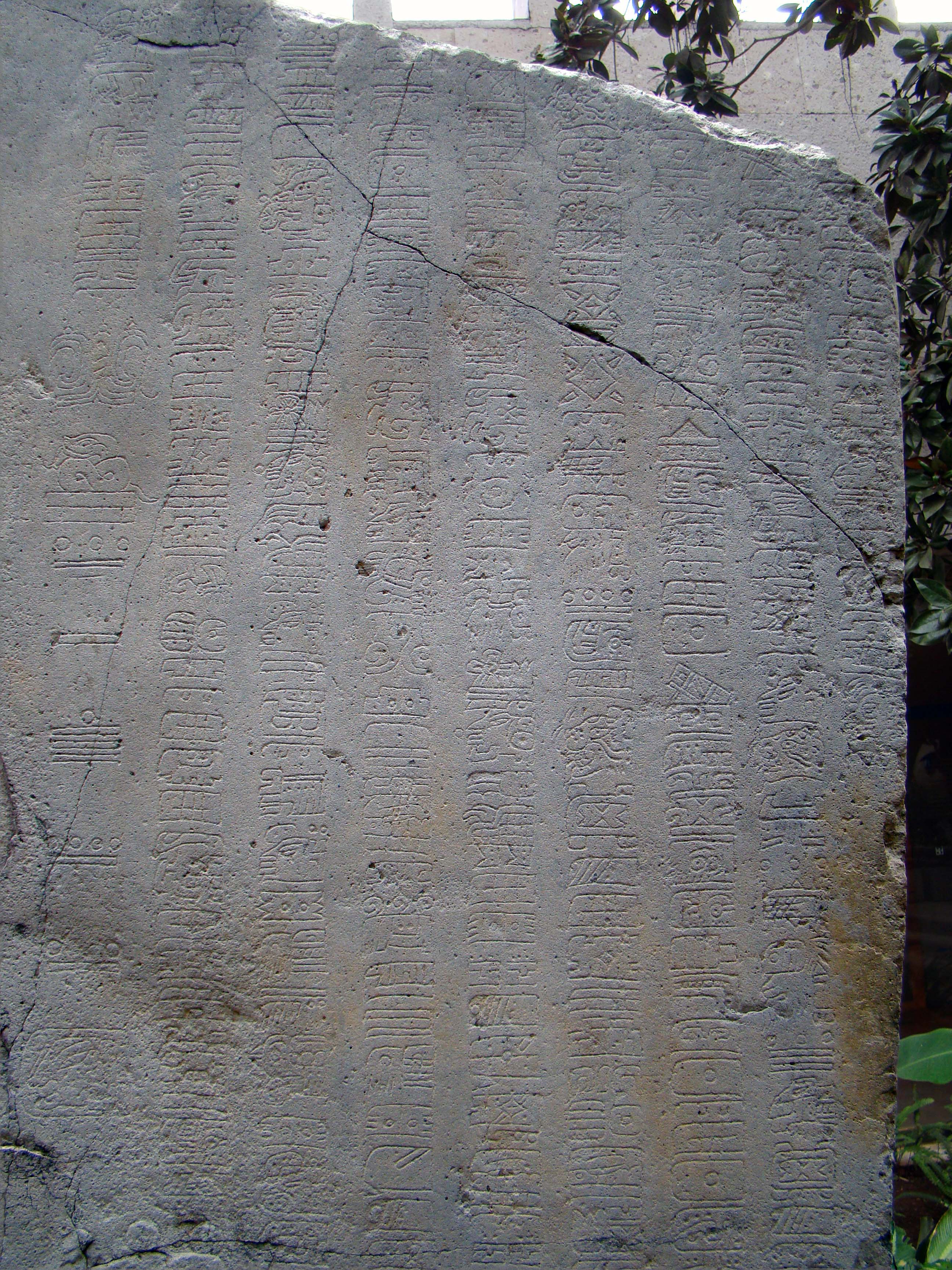
Окончание б’ак’туна в длинном счёте календаря майя

Конец света в 2012 году — комплекс широко распространённых эсхатологических заблуждений, согласно которым 21 (или 23) декабря 2012 года[Прим. d][Прим. e] должен был случиться глобальный катаклизм или произойти фундаментальная трансформация мира. Эта дата рассматривалась как последняя в 5125-годичном цикле мезоамериканского календаря, построенного на основе длинного счёта. Для обоснования даты были предложены различные теории, такие как теория «галактического выравнивания» и нумерологические формулы, но ни одна из них не была признана в научной среде.
В интерпретации адептов движения нью-эйдж дата знаменовала так называемый «Великий переход», после которого Земля и её обитатели должны были испытать физическое или духовное преображение, 21 декабря 2012 года должно было стать началом новой эры. Согласно другим предположениям, в этот день должен был случиться конец света или подобная всемирная катастрофа. Рассматривались различные её сценарии, такие как разрушительное гравитационное взаимодействие между Землёй и чёрной дырой в центре Млечного Пути в результате «галактического выравнивания», инверсия магнитного поля Земли как следствие максимума солнечной активности колоссальной мощности или столкновение Земли с планетой X, например с мифической блуждающей планетой Нибиру, населённой разумными существами.
Учёные из различных областей науки отвергали возможность всепланетного катаклизма в 2012 году. В частности, профессиональные майянисты заявляют, что ни в одном из сохранившихся эпиграфических памятников классических майя нет свидетельств или предсказаний о надвигающейся гибели человечества и что домыслы о «конце» длинного счёта в 2012 году искажают представления об истории и культуре майя. Авторитетные астрономы и специалисты из других областей объявили теории о «конце света» лженаучными, так как они противоречат данным наблюдений и «отвлекают от куда более насущных проблем, таких как глобальное потепление и утрата биологического разнообразия».
«Конец света» вдохновил деятелей массовой культуры на создание ряда произведений и привлёк всеобщее внимание к культуре майя и других коренных народов Центральной Америки, страны которой испытали небывалый приток туристов.

## Длинный счёт и индейские мифы о мировых эрах

### Майя
Начало мира по календарю майя приходится на день, называемый 4 Ахау 8 Кумху, о соответствии которого той или иной дате по григорианскому календарю шли долгие споры. В настоящее время принято считать, что 4 Ахау 8 Кумху соответствует 11 или 13 августа 3114 года до н. э. Основой так называемого «длинного счёта», с помощью которого можно было указать любой день существования Вселенной, был один день — на языке майя «к’ин». Однако, так как отсчитывать от даты творения тысячи и миллионы дней (к’ин’ов) было неудобно, древние майя прибегали к бо́льшим промежуткам времени — каждый последующий получался умножением предыдущего на 20 или 18. Всего таких единиц было пять, включая к’ин, так что если дату творения обозначить как 13.0.0.0.0[Прим. b][Прим. c], первый день после неё приобретает вид 13.0.0.0.1, пятый — 13.0.0.0.5, и так до конца второго счётного периода — винала, включавшего в себя 20 дней. Таким образом, двадцатый день от начала существования мира получал вид 13.0.0.1.0, а двадцать пятый — 13.0.0.1.5. Следующим за виналом шёл тун, включавший 18 виналов или 360 дней, затем к’атун и наконец б’ак’тун, которым измерялись очень большие промежутки времени, составлявшие эру майя. Каждая эра состоит из 13 б’ак’тунов, что составляет примерно 5125 лет[Прим. a]. Для ясности стоит свести единицы отсчёта в следующую таблицу:
| Числовой вид | Единица счета            | Количество дней | ≈ солнечных лет |
| ------------ | ------------------------ | --------------- | --------------- |
| 0.0.0.0.1    | 1 к’ин                   | 1               | 1/365           |
| 0.0.0.1.0    | 1 винал = 20 к’ин’ов     | 20              | 0.055           |
| 0.0.1.0.0    | 1 тун = 18 виналов       | 360             | 0.986           |
| 0.1.0.0.0    | 1 к’атун = 20 тунов      | 7,200           | 19.71           |
| 1.0.0.0.0    | 1 б’ак’тун = 20 к’атунов | 144,000         | 394.3           |

Происхождение длинного счёта восходит к ольмекам — легендарному народу, чьё происхождение на данный момент остаётся невыясненным. Майя, перенявшие у ольмеков их религиозные и светские знания, вместе с тем продолжили и традицию календарного счёта, и в настоящее время длинный счёт ассоциируется прежде всего с культурой майя. Известно, что астрономические наблюдения майя, пришедших на смену ольмекам, отличались столь высокой точностью, что в вычислении суточного времени и годичного оборота Солнца вокруг Земли они единственные из народов древности максимально приблизились к современным научным данным.

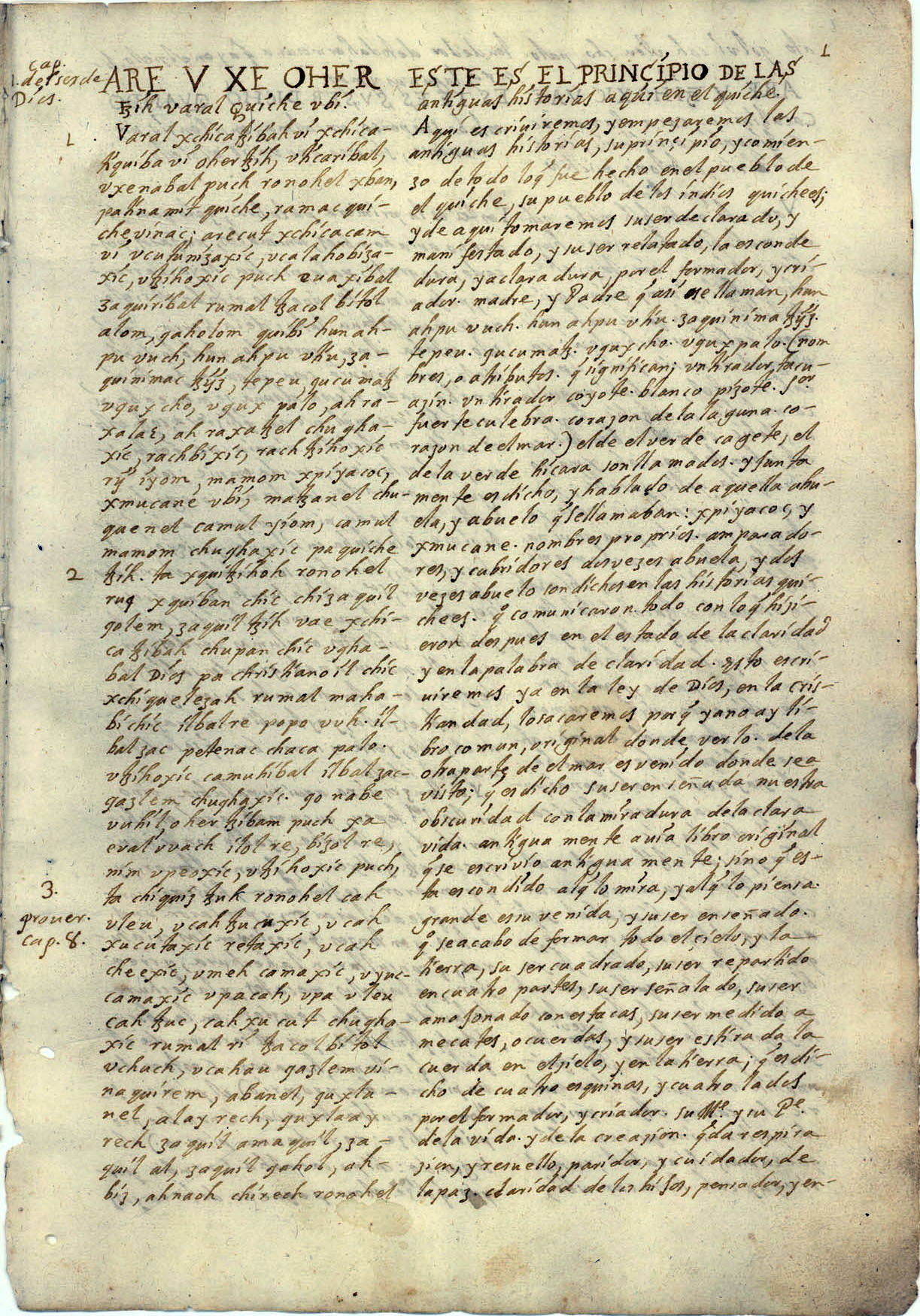
Старейший сохранившийся манускрипт «Пополь-Вух», датирован 1701 годом

Согласно мифу о творении, изложенному в «Пополь-Вух», мир начинался со «спокойного неба и холодного моря», в которых не было ни движения, ни жизни, и лишь боги Сердца Небес и водяные боги времени, а также Владыка-Змей Кукумац, наполнявший мир сиянием своих зелёных перьев, населяли первобытный космос. Вечное спокойствие было нарушено, когда, сойдя с небес, тройка богов заговорила с хранителями времени о необходимости создания человечества — как слуг, приносящих жертвы, и «хранителей дней» богов.
Вскоре из глубин океана по повелению божественных прародителей поднялась земля, на которой возникли деревья, травы и, наконец, животные и птицы — первая попытка богов майя создать покорных себе существ. Попытка оказалась неудачной, так как звери были не в состоянии говорить и, тем более, молиться: ждать от них предписанных жертв также не приходилось.
Посему создан был первый человек (или по другому варианту мифа, первые люди) из грязи, с чего началась первая эра существования мира. Творения эти не выдержали испытания временем; размокнув после дождя, они бессильно улеглись на землю. Уничтожив свои неудачные творения, боги решили начать всё сначала.
Вторая попытка привела к тому, что новое человеческое население создано было из кораллового дерева и тростника, в результате чего творения получились сухими, трухлявыми, а самое главное — эгоистичными, совершенно не желающими обращаться с молитвами и положенными жертвоприношениями к своим создателям. И вторая эра закончилась тем, что по приказу Бога Урагана деревянные люди были пожраны ягуарами.
Третья эра ознаменована рождением божественных близнецов, победивших лжебога — чудовищную птицу по имени 7 Макао[Прим. f] — и его жестоких сыновей, старший из которых был обращён в камень, а младший заключён в недра земли, откуда принялся сотрясать землю, пытаясь сбросить с себя путы. Избавление мира от чудовищ и начавшиеся землетрясения завершили третью эру.
Следующая, четвёртая эра ознаменовалась подвигами божественных близнецов и поражением демонов преисподней, она закончилась добровольной гибелью божественных близнецов в огромном огне и уходе их на небо.
В конечном итоге, 13 б’ак’тун’ов назад (или 11 августа 3114 года до нашей эры) триада богов Сердца Небес создала небесные светила. Небо подняли над землёй, водрузив его на три высоких камня, и в мир наконец проник солнечный свет. Вслед за тем были созданы первые люди, и началась эра уже человеческой истории, пятая по счёту от Сотворения мира. «Нулевая дата» в длинном счёте[Прим. b][Прим. c] обозначает завершение предыдущей эры и начало нынешней. Новые люди (то есть мы) созданы были из сердцевины кукурузы, так как, по верованиям майя, это единственное растение, в котором течёт живой сок (ставший человеческой кровью). По календарю майя, пятая эра завершается 21 декабря 2012 года, если, конечно, дата начала этого календаря была установлена верно.
Уже в наше время в Тонине и Паленке была обнаружена так называемая «стена пяти солнц», где изображены пять перевёрнутых черепов, над которыми возвышается торс божества с черепообразной головой, шея которого украшена ожерельем из четырёх перевёрнутых человеческих голов. По толкованию Мартина Пречтела, речь идёт о пяти эрах майя, каждая из которых заканчивалась гибелью старого и рождением нового солнца. Это эры огня, растений, воды, ветра и движения, весьма похожие на те, что изображает ацтекский Солнечный камень. Впрочем, по местной версии мифа, речь идёт не столько о гибели, сколько о перерождении мира и переселении душ в новые тела.

### Ацтеки
Ацтеки, установившие своё господство на развалинах государства майя, также приняли старинный календарь, несколько изменив и развив далее мифологию своих предшественников. Их эры имеют сходный тип и выглядят следующим образом:
1. Эра ягуарьего солнца (Nahui-Ocelotl), управлявшаяся богом Тескатлипокой. Закончилась гибелью человеческого населения от ягуаров.
2. Эра ветреного солнца (Nahui-Ehécatl), управлявшейся богом Кетцалькоатлем. Закончилась разрушительными ураганами.
3. Эра дождевого солнца (Nahui-Quiahuitl), управлялась богом дождя Тлалоком. Закончилась огненным дождём.
4. Эра водяного солнца (Nahui-Atl), закончившаяся потопом и ураганным ветром.
5. Нынешняя — эра солнца землетрясений (Nahui-Ollin). За нечестие своих обитателей этот мир будет разрушен сокрушительными землетрясениями (или как вариант — одним огромным землетрясением).

### Инки
Фернандо де Монтесинос в своих «Памятных сведениях» (1642—1644) оставил ряд сообщений о хронологии и календарно-астрономическом характере использования инками узелковой «письменности» кипу: «На третий год правления этого царя и на шестой год после наступления третьего Солнца, что согласно счёту наших историков соответствует второй эпохе мира [segunda hedad del mundo], в этом царстве жили, совершенно забыв добрые обычаи и предавшись всем видам пороков. По этой причине, говорят древние мудрецы-амаута, а они выучили это от старших и сохранили в памяти благодаря своим кипо [quipo] для вечной памяти, что Солнце утомилось совершать свой путь и скрыло от живущих, в наказание им, свой свет, и не рассветало более двадцати часов». Что говорит о довольно сходных представлениях индейцев как Южной, так и Северной Америки относительно «мировых эпох».

## Апокалиптические пророчества в литературе майя
В 1957 году майянист и астроном Мауд Макемсон написал, что «завершение Великого периода 13 б’ак’туна должно было иметь огромное значение для майя». Автор популярных книг по майянистике Майкл Коу в 1966 году в своей монографии The Maya развил эту мысль, заявив, что, с точки зрения древних жрецов, «распущенные народы мира» погибнут, когда в декабре 2012 года закончится очередной б’ак’тун. В дальнейшем Коу уделил много внимания определению точной даты этого события и всячески популяризировал эту тему среди исследователей[Прим. e].

### Книги Чилам-Балам

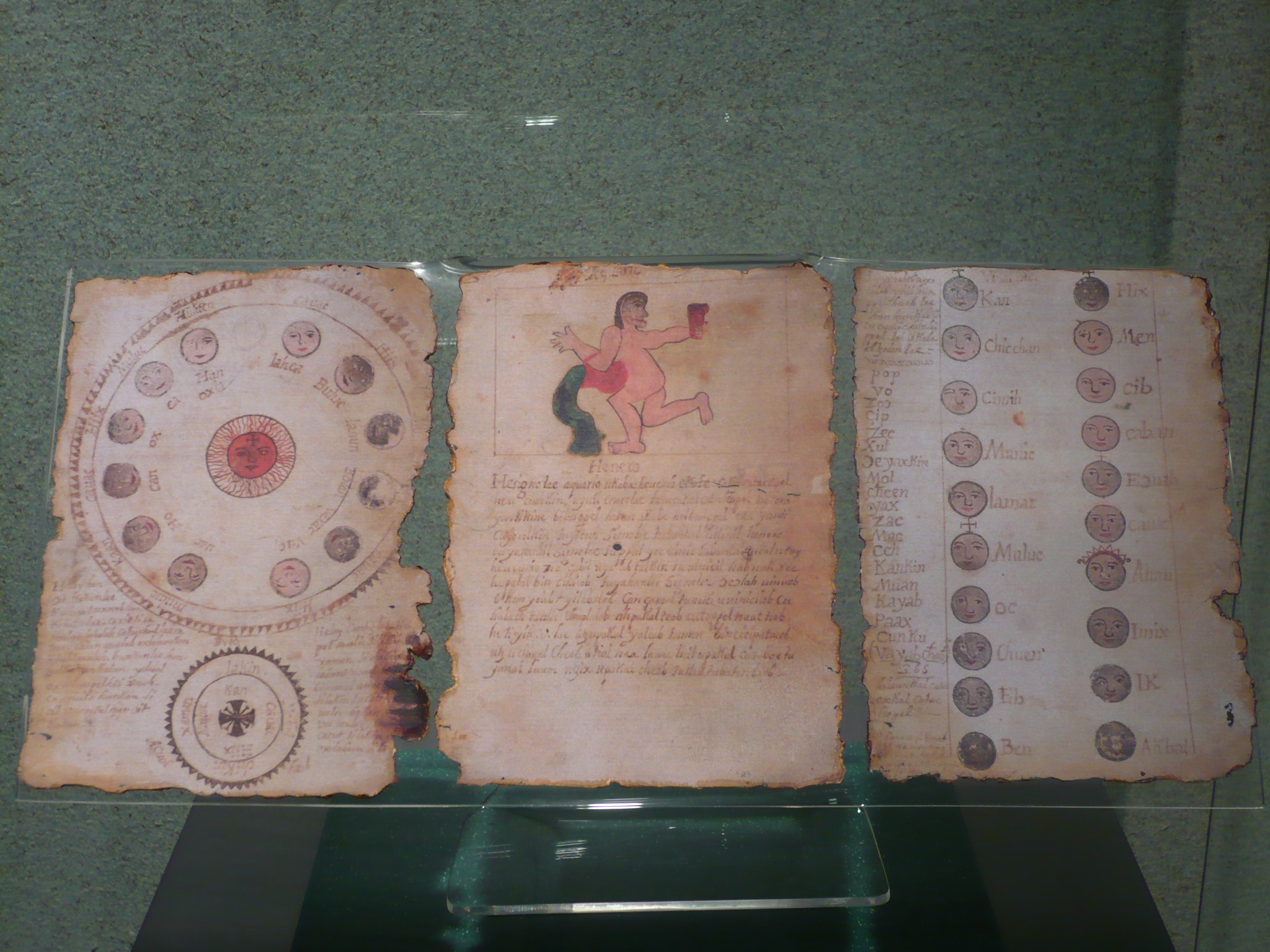
Копия книги Чилам-Балам Иксиля в Национальном музее антропологии (Мехико)

Книги Чилам-Балам (или «Книги пророка-ягуара») были обнаружены в нескольких местах на Юкатане в 60-х годах XIX столетия, по названию которых получили свои условные имена. Так, наиболее известная из них фигурирует в научных трудах под именем книги Чумаеля; она оказалась в руках историка — епископа Каррильо-и-Анкона (исп. Crescencio Carrillo y Ancona). Кроме того, известны также книги Мани, Тисимина и другие (всего девять, однако, по-видимости, существовали и другие). Их авторство приписывается мифическому жрецу или пророку Чилам-Балам, и по всей видимости, в их основу легли подлинные документы майя, содержащие исторические и мифологические сведения, восходящие к доколониальной эре.
Книги Чилам-Балам написаны на юкатекском диалекте языка майя, но — латинскими буквами, притом, что жрецы зачастую писали слова без пробелов, получая огромные массивы, через которые при дешифровке пришлось буквально продираться, и наоборот, разрывая пробелами одно слово на две части. Более того, майянские звуки, которые не удалось передать с помощью испанского алфавита, неизвестные авторы предпочитали передавать буквосочетаниями собственного сочинения, дешифровка которых также представляла немалую трудность. Ко всему прочему, счёт времени в книгах Чилам-Балам вёлся не от даты начала мира, а по двадцатилетиям — к’атунам, что представляло дополнительную сложность при установлении точных дат исторических событий.
Снятая с книги Чумаеля фотокопия была отправлена в Филадельфийский университет (США), в то время как оригинал после смерти епископа Каррильо оказался в Государственной центральной публичной библиотеке Мануэля Сепеды Перасы (исп. Manuel Cepeda Peraza) (Мерида), откуда в 1916 году пропал при неясных обстоятельствах. Интересный в данном случае момент содержался именно в этой пропавшей книге, где после пустой страницы под номером 101 содержались слова «Земля и небо будут гореть в огне. Такова воля богов, такова воля богов». Книга Чумаеля полна тёмных пророчеств: «Копыто будет гореть, и прибрежный песок будет гореть, и будут гореть птичьи гнёзда, и скалы растрескаются <от жара>, ибо удел этого к’атуна — великая сушь».
Сведения о катаклизмах, которые будут сопутствовать концу 13 б’ак’туна, подтверждает также книга Тисимина. В ней, в частности, говорится: «Увы, девятеро (англ. Lords of the Night) поднимутся в скорби своей… Великая буря погасит солнечный лик, и бог спустится к малым сим, и может быть так, что в речи своей он станет вещать, что ждёт после смерти».

### Стела Тортугеро № 6

Стела в Тортугеро связывает конец 13-го б’ак’туна с появлением божества Б’олон Йокте’ K’ух, изображение которого находится на Вазе Семи Богов

Археологический памятник Тортугеро («черепашья земля») находится на юго-востоке Табаско, одного из штатов Мексики, и входит в так называемый «западный регион майя», где располагались государственные образования этого народа в классический период. Географически эти земли были связаны с высокогорьями Чьяпаса, культурно — с древней цивилизацией Паленке. Надписи, обнаруженные на стелах Тортугеро, восходят ко времени вождя (или царя) Балам Ахау — «Владыки Ягуара», весьма воинственного правителя, бывшего, вероятно, вассальным правителем царя Паленке К’инич Ханааб Пакаля I. Многочисленные войны, сведения о которых содержатся в надписях Тортугеро, велись по приказу верховного монарха и преследовали своей целью укрепление политической мощи Паленке.
Знаменитая стела № 6, на которой и было вычитано «пророчество о конце света», дошла до нас в сильно повреждённом состоянии. Располагавшееся в 60-х годах XX века на этой территории цементное производство сказалось на сохранности памятников классического периода. Повреждённая надпись читается лишь с определёнными допущениями, и среди исследователей нет согласия относительно того, какой смысл вкладывали в неё древние майя. Так, Николай Грубе, Саймон Мартин и Марк Зендер (англ. Marc Zender) в своей работе утверждают, что надпись говорит о неких важных событиях, должных произойти в конце 13-го б’ак’туна (то есть 21 декабря 2012 года). По их интерпретации, с неба снизойдёт «нечто», не могущее быть установленным из-за плохой сохранности памятника, «но никак не конец света». Антропологи Сьюзан Гиллеспи (англ. Susan D. Gillespie) и Розмари Джойс, в свою очередь, предполагают, что речь идёт о том, что с неба спустится божество (или божества) Б’олон Йокте’ K’ух. И наконец, интерпретация, предложенная Свеном Гронемейером и Барбарой Маклеод, заключается в том, что конец 13 б’ак’туна ознаменуется возможностью лицезреть Б’олон Йокте’ в великолепном одеянии. По мнению тех же авторов, речь идёт всего лишь о религиозной церемонии, во время которой жрец, изображающий божество, должен был шествовать в соответствующих одеждах. По мнению Стефана Хьюстона (англ. Stephen D. Houston), речь идёт о событиях, современных для индейцев того периода, которые всего лишь сравниваются с концом 13 б’ак’туна — при том, что не может быть сомнений в важности этой даты, но в чём эта важность заключается, остаётся неизвестным:
(1) TSUTS-jo-ma (2) u-13-PIK (3) 4-AJAW (4) 3-UN-wi (5) u-to-ma (6) i-li? (7) ye-ni-9-OK-TE (8) ta-CHAK-JOY?

«Закончится тринадцатое четырёхсотлетие в день 4 Ахаy 3 числа месяца К’анк’ин, случится видение (?) — вооружённый Б’олон Йокте’ в великом кружении (?)».
Из-за трещин и эрозии надпись плохо читается, и поэтому есть различные трактовки её значения. Кто такой или такие «Б’олон Йокте’», остаётся непрояснённым. Существуют предположения, что в этом имени скрыто число девять и слово «бог», то есть, быть может, речь идёт о девяти владыках подземного мира, знакомых как индейцам майя, так и ацтекам. Другое предположение состоит в том, что этот неизвестный был божеством войны, так как имя это встречается ещё в нескольких надписях Паленке, Усумансинты и Ла-Мар. Существуют также изображения божества, отождествляемого с Б’олон Йокте’ — с верёвкой на шее, на другой — с копаловой смолой, которую майя жгли во время жертвоприношений. Подобное изображение должно таким образом символизировать окончание временного периода и одновременно полагающиеся по этому случаю жертвоприношения.

### Ла-Корона
И наконец, последним звеном в длинной цепи оказалась находка, сделанная в городище Ла-Корона (Гватемала), где содержится ещё одно упоминание дня 13.0.0.0.0 4 Ахаy 3 К’анк’ин. В апреле-мае 2012 года во время раскопок здесь была обнаружена сделанная на блоке V на каменной лестнице надпись, в настоящее время известная как Покрытая иероглифами Лестница 2. В надписи идёт речь о смене столицы и переезде царского двора в Калакмуль (635 г. н. э.), причём событие это каким-то образом должно быть связано с концом 13 б’ак’туна, однако сохранившаяся часть не уточняет, в чём заключается эта связь и что должно случиться в названный момент:
ha-jo-ma u-to-ma CHAN-AJAW HUX-UN-wa HUX-PIK-ki-la,

«да продолжает он [рельеф на лестнице] существовать, пока не настанет день 4 Ахаy 3 К’анк’ин через три множества».

## Возражения
Среди специалистов по истории и культуре майя нет согласия насчёт того, что означает конец б’ак’туна. Апокалиптическая интерпретация Майкла Коу регулярно повторялась разными исследователями до начала 1990-х годов и получила значительную популярность. В то же время, многие современные представители майя не придают дате никакого значения, а надписи храма в Паленке приурочивают различные события и к более поздним датам — вплоть до 21 октября 4772 года. Это может означать, что жрецы майя связывали с окончанием б’ак’туна кардинальное обновление мироздания, а не его гибель. Этой точки зрения стали придерживаться всё больше исследователей, и в итоге она стала преобладающей. Так, по мнению Сандры Нобл (англ. Sandra Noble), исполнительного директора мезоамериканской исследовательской организации FAMSI, «для древних майя завершение полного цикла было большим праздником». Интерпретацию декабря 2012 года в качестве конца света она считает «настоящей фальсификацией и возможностью для многих людей обогатиться на этом». Украинский майянист-эпиграфист и археолог Юрий Полюхович высказал мысль, что «майя никогда не воспринимали конец света как исчезновение всего живого или как череду глобальных катастроф, разрушающих планету. Этого понятия нет ни на одной из 15 тысяч древних надписей, сделанных майя. На одном из монументов, найденном в городище Тортугеро в мексиканском штате Табаско, содержатся слова о том, что 21 декабря завершится очередная эпоха и начнётся новая».

### Даты после 13 б’ак’туна

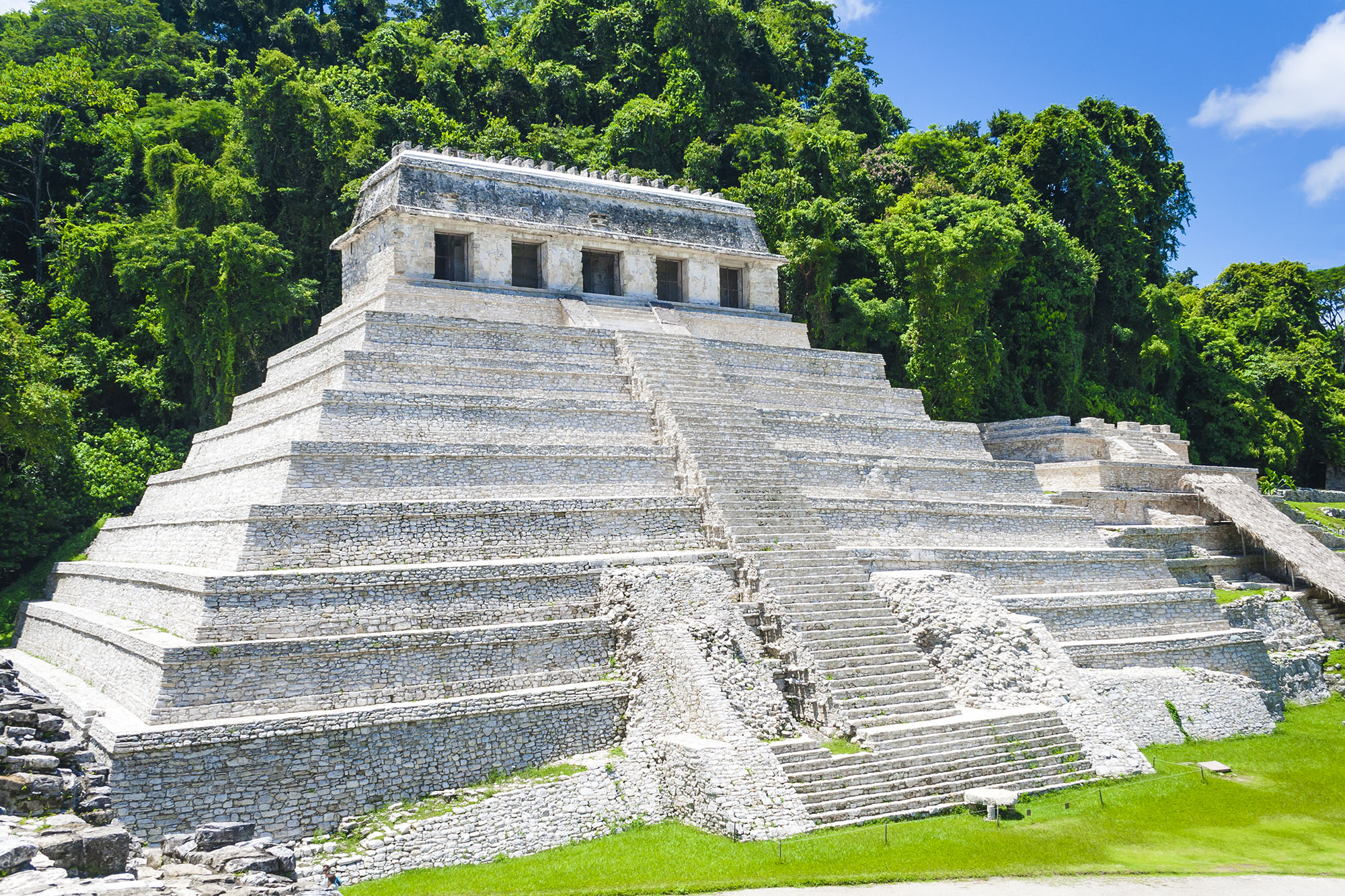
Храм надписей

Письмена майя иногда упоминают будущие события или празднования, которые должны произойти через много лет после окончания 13 б’ак’туна. Большинство из них записываются в виде «даты расстояния»: к дате Длинного счёта прибавляется дополнительное число, известное как Число расстояния, в результате чего получается дата вне календаря пятой эры. На западной плите Храма надписей в Паленке текст простирается до 80-го 52-летнего календарного цикла от коронации Пакаля Великого. Она произошла 9.9.2.4.8, 5 Lamb’at 1 Mol, что соответствует 26 июля 615 года н. э. по юлианскому календарю. Текст начинается с даты рождения Пакаля 9.8.9.13.0, 8 'Ajaw 13 K’anjalaw (24 марта 603 года н. э.) к которому прибавляется Число расстояния 10.11.10.5.8, в результате чего получается 21 октября 4772 года, более чем 4 тысячи лет спустя со времён Пакаля.
Другим примером может служить Стела 1 в Кобе, на которой указана дата творения 13.13.13.13.13.13.13.13.13.13.13.13.13.13.13.13.13.13.13.13.0.0.0.0, — 19 разрядов после б’ак’туна. По мнению Линды Шеле (англ. Linda Schele), эти числа 13 обозначают «точку запуска гигантского одометра времени»: каждое из этих чисел обозначает обнуление отсчёта, после которого всё начинается заново, с единицы[Прим. c]. Надпись предполагает, что время жизни Вселенной составит 2021×13×360 дней или, грубо говоря, 2,687×1028 лет, что, согласно современным научным представлениям, в 2 квинтиллиона раз больше нынешнего возраста Вселенной. В то же время, существует встречное предположение, что эта дата обозначает время, в течение которого боги бездействовали до акта творения Вселенной.
В 2012 году археологи объявили об открытии ряда майянских астрономических таблиц в городище Шультун (англ. Xultun) на севере Гватемалы. В этих таблицах лунные фазы и движение других небесных тел рассчитаны на время 17 б’ак’тунов.

## Нью-эйдж
Многие заявления относительно 2012 года происходили от некодифицированных верований адептов нью-эйдж в особую мудрость и духовность майя. Археоастроном Энтони Авени (англ. Anthony Aveni) отмечает, что хотя идея «космического баланса» занимает видное место в текстах древних майя, явление 2012 года не следует из их традиций. Это явление связано с такими явлениями, характерными для современного американского общества, как движение нью-эйдж, милленаризм, вера в тайные знания древности и из дальних мест. Основные темы, которые муссируются в литературе по «проблеме 2012», — это, в первую очередь, настороженное отношение к западной популярной культуре, идея духовной эволюции и перехода мира в Новую эру, который осуществится усилиями некоего индивидуума или соединёнными усилиями группы индивидуумов, обладающими соответствующими способностями. Общая тенденция в литературе этого типа — не предупредить о некой роковой неизбежности, а «поощрить тягу различных культур друг к другу и, вслед за тем, к оживлению социокультурных и „духовных“ практик». Авени, занимавшийся изучением нью-эйдж и сообществ, занятых поиском внеземного разума (SETI), называет нарративы о 2012 годе «продуктом общества с разорванными связями».

Не в силах найти духовный ответ на главные вопросы жизни внутри себя, мы устремляем свой взгляд вовне, к воображаемым сущностям, отдалённым от нас в пространстве и во времени, которые, быть может, являются носителями высшего знания.
Оригинальный текст (англ.)Unable to find spiritual answers to life's big questions within ourselves, we turn outward to imagined entities that lie far off in space or time—entities that just might be in possession of superior knowledge.
— Э. Авени

### Истоки
В 1975 году грядущее завершение 13 б’ак’туна стало предметом спекуляций со стороны нескольких авторов направления нью-эйдж. Они связали завершение б’ак’туна с некой глобальной «трансформацией сознания». В книге Mexico Mystique: The Coming Sixth Age of Consciousness Фрэнк Уотерс (англ. Frank Waters) привязывает 24 декабря 2011 года[Прим. e] — дату, первоначально полученную Майклом Коу, — к астрологии и пророчествам индейского народа хопи, в то время как Хосе Аргуэльес (в The Transformative Vision) и Теренс Маккенна (в The Invisible Landscape) обсуждают уже 2012 год, не называя, впрочем, определённых дат.
В 1983 году, после публикации Робертом Шерером (англ. Robert Sharer) пересмотренной таблицы соответствия дат в 4-м издании книги Сильвануса Морли The Ancient Maya, стало ясно, что речь должна идти о 21 декабря 2012 года[Прим. e]. В 1987 году, в год проведения Гармонической конвергенции (англ. Harmonic Convergence), её устроитель Хосе Аргуэльес использовал дату 21 декабря 2012 года в своей работе The Mayan Factor: Path Beyond Technology. Аргуэльес утверждал, что 13 августа 3113 года до н. э. Земля начала прохождение через «галактической синхронизационный луч», якобы исходящий из центра нашей Галактики, что прохождение это будет длиться в течение 5200 тунов (по 360 дней каждый), и что в результате оно приведёт к «всеобщей синхронизации» и «галактическому вовлечению» индивидуумов, «подключенных к электромагнитной батарее Земли» на 13.0.0.0.0 (21 декабря 2012). Энтони Авени отверг все эти идеи.

### Галактическое выравнивание
На момент начала Длинного счёта не приходится никаких существенных астрономических событий. Тем не менее, к предполагаемой дате его окончания авторы разнообразной эзотерической и маргинальной литературы, а также литературы направления нью-эйдж, привязывают астрономические феномены, что автоматически придаёт дате большое астрологическое значение. Среди высказанных идей выделяется концепция так называемого «галактического выравнивания».

#### Прецессия
Солнце и орбиты планет Солнечной системы лежат примерно в одной плоскости, которую называют плоскостью Лапласа, она близка к выбранной за основную плоскость в системе небесных координат плоскости эклиптики. С точки зрения наблюдателя, находящегося на Земле, эклиптика — это путь, по которому движется Солнце по небесной сфере в течение года. Двенадцать созвездий, которые пересекает Солнце на этом пути, составляют Зодиак. Кроме того, Солнце отстаёт на своём пути по эклиптике на 1 градус за 72 года, или на одно созвездие каждые 2160 лет. Это отставание, называемое «предварением равноденствий», вызвано прецессией земной оси. За 25 800 лет Солнце совершает полный обратный оборот в 360 градусов по эклиптике, а сам этот период называется Великим годом (англ. Great Year) (или Платоновым годом). В западной астрологической традиции прецессия фиксируется в момент мартовского равноденствия — в один из двух моментов положения Солнца ровно посередине между низшей и высшей точками на небесной сфере. Сейчас точка весеннего равноденствия находится в созвездии Рыб и движется в попятном направлении в сторону созвездия Водолея. Это означает окончание астрологической Эры Рыб и начало Эры Водолея.
Точно так же, в настоящее время в день декабрьского солнцестояния (в северном полушарии низшая точка эклиптики, в южном — высшая) Солнце находится в созвездии Стрельца, одном из двух созвездий, в которых зодиак пересекается с Млечным Путём. Здесь также наблюдается прецессия положения Солнца на Млечном Пути, фиксируемая в этот день. Учитывая наблюдаемую ширину Млечного Пути (от 10 ° до 20 °), Солнце прецессирует через него за 700—1400 лет. К настоящему времени Солнце примерно наполовину пересекло Млечный Путь и пересекает галактический экватор. В 2012 году день солнцестояния приходится на 21 декабря.

#### Мистицизм
Мистические спекуляции на тему предварения равноденствий и близости Солнца к центру Млечного Пути появились ещё в 1969 году, в книге Джорджо де Сантилланы и Герты фон Дехенд «Мельница Гамлета» (англ. Hamlet's Mill). Они были подхвачены братьями Теренсом и Деннисом Маккеннами, получив развитие в их работе The Invisible Landscape (1975). Астролог Рэймонд Мардикс (Raymond Mardyks) в 1991 году объявил о грядущем «галактическом выравнивании». Мардикс утверждал, что в день зимнего солнцестояния 1998/1999 произойдет совпадение плоскости эклиптики Солнечной системы с галактической плоскостью, отмечая, что это событие «происходит только раз за 26000-летний цикл и, несомненно, должно иметь огромное значение для великих астрологов древности». С середины 1990-х годов астроном-любитель Джон Мэйджор Дженкинс (англ. John Major Jenkins) стал публиковать популярные брошюры, в которых связывал конец б’ак’туна с зимним солнцестоянием, точнее — с якобы предстоящим в конце 2012 года «галактическим выравниванием» (его собственный термин). Астролог Брюс Скофилд замечает:

Пересечение Млечного Пути в день зимнего солнцестояния — это то, что прозевали все западные астрологи за некоторым исключением. Чарльз Джейн давным-давно впервые сослался на этот факт, Роб Хэнд (англ. Robert Hand) в 1970-х годах упомянул его в ходе обсуждения прецессии, но не заострил на нём внимания. Позднее Рэй Мардикс, наконец, выделил его, и только после этого Джон Мэйджор Дженкинс, ваш покорный слуга и Даниэль Джамарио сделали это событие предметом обсуждения.
Оригинальный текст (англ.)The Milky Way crossing of the winter solstice is something that has been neglected by Western astrologers, with a few exceptions. Charles Jayne made a very early reference to it, and in the 1970s Rob Hand mentioned it in his talks on precession but didn't elaborate on it. Ray Mardyks later made a point of it, and after that John [Major] Jenkins, myself, and Daniel Giamario began to talk about it.
— Брюс Скофилд

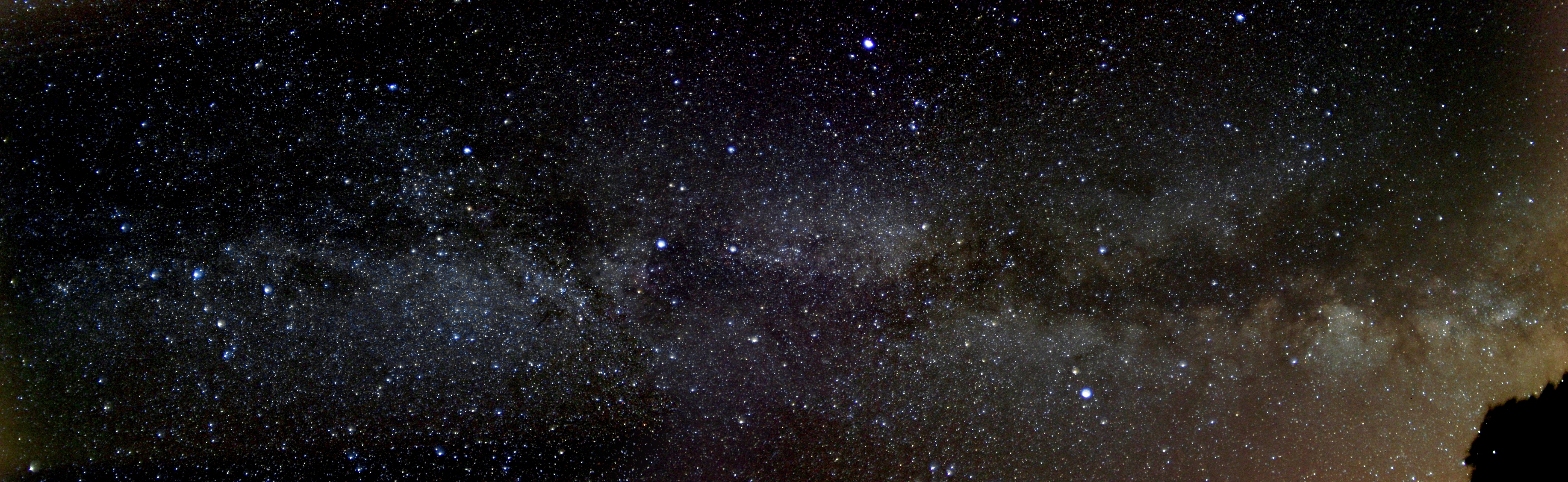
Млечный Путь в районе созвездия Лебедя. Просматривается линия Большого Провала, которую майя называли «Шибальба бе» («Дорога в Преисподнюю»)

Приверженцы идеи, следуя теории, впервые предложенной Мунро Эдмонсоном (англ. Munro S. Edmonson), утверждают, что в основе календаря майя лежат наблюдения за так называемым Большим Провалом — скоплением тёмных пылевых облаков на Млечном Пути, которые, по мнению некоторых исследователей, майя называли «Шибальба б’е» («Дорога в Преисподнюю») или К’ека б’е («Чёрная дорога»). Джон Мэйджор Дженкинс утверждает, что майя знали, где линия эклиптики пересекает «Чёрную дорогу», и придавали месту этого пересечения особое значение в своей космологии. По словам Дженкинса, прецессия согласует положение Солнца с галактическим экватором точно в день зимнего солнцестояния 2012 года; древние майя предвидели это согласование и праздновали зимнее солнцестояние как предвестник глубокого духовного перехода для всего человечества. Сторонники гипотезы «галактического выравнивания» утверждают, что, так же как астрологи используют расположение звёзд и планет для предсказания событий будущего, так и майя создавали свои календари для подготовки к значимым мировым событиям. Дженкинс объясняет прозрения шаманов древних майя употреблением ими псилоцибиновых грибов, психоактивных жаб и других психоделиков. Дженкинс также связывает «Дорогу в Преисподнюю» с Мировым древом, ссылаясь на исследования космологии современных представителей народа майя.

#### Критика
Астрономы, такие как Дэвид Моррисон (англ. David Morrison), утверждают, что так называемый «галактический экватор» является совершенно произвольной линией, которая никогда не может быть точно изображена, поскольку невозможно определить точные границы Млечного Пути, которые изменяются в зависимости от условий наблюдения и других факторов. Дженкинс утверждает, что он сделал свои выводы о местоположении галактического экватора на основе наблюдений, проведённых более чем на 11000 футов (3400 м) над уровнем моря, что даёт гораздо более чёткую картину Млечного Пути, чем та, которой приходилось довольствоваться древним майя. Кроме того, поскольку при наблюдении с Земли ширина Солнца сама по себе составляет около половины градуса, потребуется 36 лет, чтобы оно прецессировало на расстояние, равное собственной ширине. Дженкинс сам отмечает, что даже при верном определении линии галактического экватора, наиболее точное её совпадение с центром Солнца уже произошло в 1998 году и прошло незамеченным. Таким образом, «галактическое выравнивание» должно длиться в течение многих лет в окрестностях 1998 года.
Не существует однозначных доказательств того, что классические майя имели представление о прецессии. Некоторые исследователи этой древней цивилизации, такие как Барбара Маклеод, Майкл Грофе, Ева Хант, Гордон Бразерстон и Энтони Авени предполагают, что некоторые священные даты майя были приурочены к прецессионному циклу, но единого мнения по этому вопросу нет. Свидетельств, археологических или исторических, что майя вообще придавали солнцестояниям и равноденствиям какое-то значение, также недостаточно. Вполне возможно, что ранние мезоамериканцы наблюдали солнцестояния, но это также является спорным вопросом среди майянистов. Не существует доказательств и того, что майя классической эпохи придавали какое-то значение Млечному Пути; в их системе письма нет глифа для его представления, и неизвестны астрономические или хронологические таблицы, увязанные с Млечным Путём.

### Timewave Zero и Книга Перемен

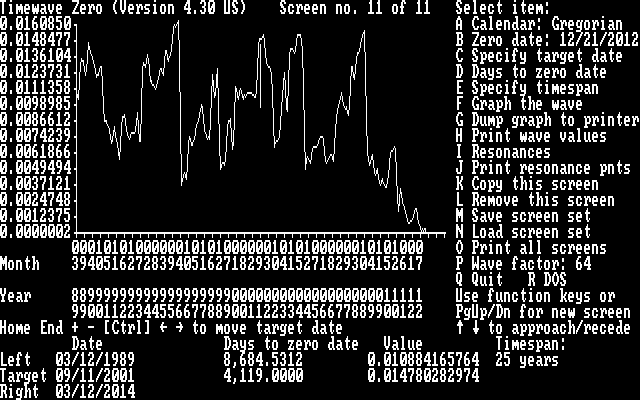
Скриншот программы «Timewave Zero»

Timewave Zero («Временная волна нуля») — гипотеза, разработанная Теренсом Маккенной, и соответствующая нумерологическая формула, предназначенная для расчёта притока и отлива во Вселенной «Новшества» как качества, присущего времени. «Новшество» в этой теории характеризуется усилением со временем неких центростремительных сил во Вселенной. Согласно Маккенне, Вселенная представляет собой сложноорганизованную живую структуру с телеологическим аттрактором в конце потока времени. Число связей в системе постоянно увеличивается, организованная сложность её непрерывно возрастает, достигая бесконечности в точке сингулярности, которая приходится на 2012 год. В этой точке всё, что только можно представить, будет воплощаться мгновенно. Маккенна разрабатывал эту идею с начала до середины 1970-х годов, когда проводил на себе опыты с галлюциногенными грибами и DMТ.
Маккенна также написал компьютерную программу «Timewave Zero», которая строила волнообразный график «Новшества». За основу Маккенна взял собственную интерпретацию последовательности Вэнь-вана (англ. King Wen sequence) из старинной китайской гадательной книги И-цзин (Книги Перемен). Построенный им график якобы демонстрирует большие периоды «Новшества», соответствующие глобальным сдвигам в биологической и социокультурной эволюции человечества. Маккенна предположил, что на первый взгляд не связанные между собой события из самых разных временных отрезков на самом деле резонируют друг с другом, причём их можно масштабировать, прослеживая связь между событиями глобальными и очень частными. Затем Маккенна взял за точку отсчёта бомбардировку Хиросимы и Нагасаки, как наиболее близкое и разрушительное из известных ему исторических событий, промасштабировав которое в будущее, пришёл к выводу, что конец истории придётся на середину ноября 2012 года. Однако затем он открыл для себя, что полученная им дата близка к концу 13 б’ак’туна по календарю майя, и подрегулировал свои гипотезы так, чтобы эти даты точно совпали.
Первое издание книги The Invisible Landscape вышло в 1975 году, и в нём лишь дважды упоминается 2012 год, без уточнения даты. Во втором издании, 1993 года, Маккенна широко использует дату, указанную Робертом Шерером[Прим. e] — 21 декабря 2012 года.

### Другие концепции
Индийский гуру Шри Бхагаван (англ. Kalki Bhagavan) по крайней мере с 1998 года указывал на 2012 год как на «крайний срок», отпущенный человечеству для просветления. Более 15 миллионов людей считают Бхагавана воплощением бога Вишну и верят, что 2012 год знаменует конец Кали-юги, четвёртой и последней эпохи в индуистском временном цикле. Кали-юга прекращается тогда, когда зло и насилие заполняют весь мир, который затем разрушается, и наступает Пралая. Таким образом завершается Маха-юга (Манвантара), и круг эпох возобновляется.
Активист движения Дэниэл Пинчбек (англ. Daniel Pinchbeck) популяризировал различные концепции нью-эйдж об этой дате в книге 2012: The Return of Quetzalcoatl. Пинчбек связывает конец б’ак’туна 13 с поверьями о кругах на полях, похищениях людей инопланетянами и персональными откровениями, полученными с помощью медиумизма и употребления галлюциногенов:

Крепнет осознание, что материализм и связанный с ним рациональный, эмпирический взгляд на вещи подходят к концу своего существования.<…> Мы стоим на пороге нового типа мышления: более интуитивного, мистического, шаманского.
Оригинальный текст (англ.)There's a growing realization that materialism and the rational, empirical worldview that comes with it has reached its expiration date.<...>We're on the verge of transitioning to a dispensation of consciousness that's more intuitive, mystical and shamanic.
— Дэниэл Пинчбек

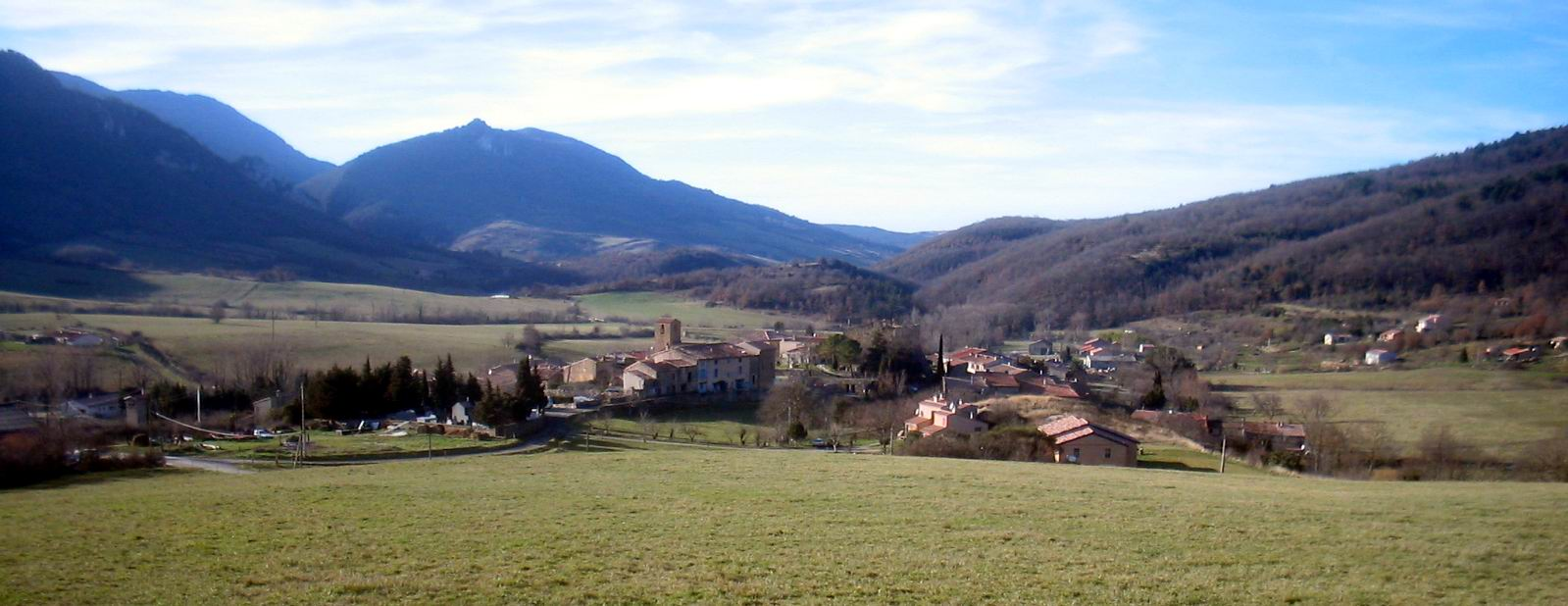
Пик Бюгараш и деревушка Бюгараш (Кан-сюр-л’Альи, Франция) — цель эзотериков, которые верят в некий «великий переход» в декабре 2012 года

С начала 2000-х годов местом паломничества адептов нью-эйдж стала французская деревушка Бюгараш с населением около 200 человек, а точнее расположенный неподалёку пик Бюгараш (англ. Pic de Bugarach). Пик имеет необычную форму: по словам геологов, вскоре после его формирования мощный взрыв оторвал и подбросил его вершину, которая приземлилась обратно в перевёрнутом состоянии. Пик давно привлекает неформалов, оккультистов, сектантов и уфологов, увидевших в нём базу инопланетян. В связи с приближением даты 21 декабря 2012 года было высказано мнение, что пик Бюгараш является лучшим местом, где можно спастись от «конца света». Бюгараш стал точкой притяжения верящих в то, что пришельцы, якобы устроившие в пике свою базу, покинут Землю и заберут с собой находящихся здесь людей. Во избежание массовых инцидентов среди ожидаемых десятков тысяч паломников местные власти решили закрыть и оградить пик от посещений в декабре. Мэр Жан-Пьер Делор не исключал, что для поддержания порядка в регионе придётся прибегать к помощи армии. В марте 2012 года в интервью The Independent он сказал:

Мы переживаем небывалый наплыв посетителей. Уже в этом году более 20 тысяч человек побывали на вершине, тогда как за весь прошлый год их было только 10 тысяч, что тоже стало значительным увеличением притока по сравнению с предыдущими 12 месяцами. Они думают, что пик — это «ангар для НЛО». Всё это раздражает местных жителей: непонятное преувеличение значимости того, что они привыкли видеть каждый день, вызывает недоумение. После 21 декабря, уверен, всё снова придёт в норму.
Оригинальный текст (англ.)We've seen a huge rise in visitors. Already this year more than 20,000 people have climbed right to the top, and last year we had 10,000 hikers, which was a significant rise on the previous 12 months. They think Pic de Bugarach is 'un garage à ovnis' [a garage for UFOs]. The villagers are exasperated: the exaggerated importance of something which they see as completely removed from reality is bewildering. After 21 December, this will surely return to normal.
— Жан-Пьер Делор
Другим «спасительным» местом была объявлена гора Ртань в Сербии. Ряд людей верили, что гора излучает особую мистическую энергию, и планировали спастись от «конца света» у этой горы. Писатель-фантаст Артур Кларк называл гору Ртань «пупом земли» (англ. the navel of the world), хранящим некую особенную энергию. Встречаются утверждения о том, что в районе горы существует «магнитная и гравитационная девиация». Всего о желании находиться около горы 21 декабря 2012 года заявило 100 тысяч человек (журналистов, туристов и верующих).

## Теории о причинах возможного «конца света»
Апокалиптический взгляд на 2012 год был распространён в медиапространстве. Ряд людей в шутку или всерьёз «наметили» на 21 декабря конец света или гибель человеческой цивилизации. Подобные сфабрикованные материалы в изобилии публиковались в сети Интернет, в частности на YouTube, также их распространяли некоторые кабельные телеканалы. Помимо заявлений о конце света опубликовано и значительное число опровержений, рассматривавших проблему с научной точки зрения или с позиции скептицизма.

### Апокалиптическое выравнивание

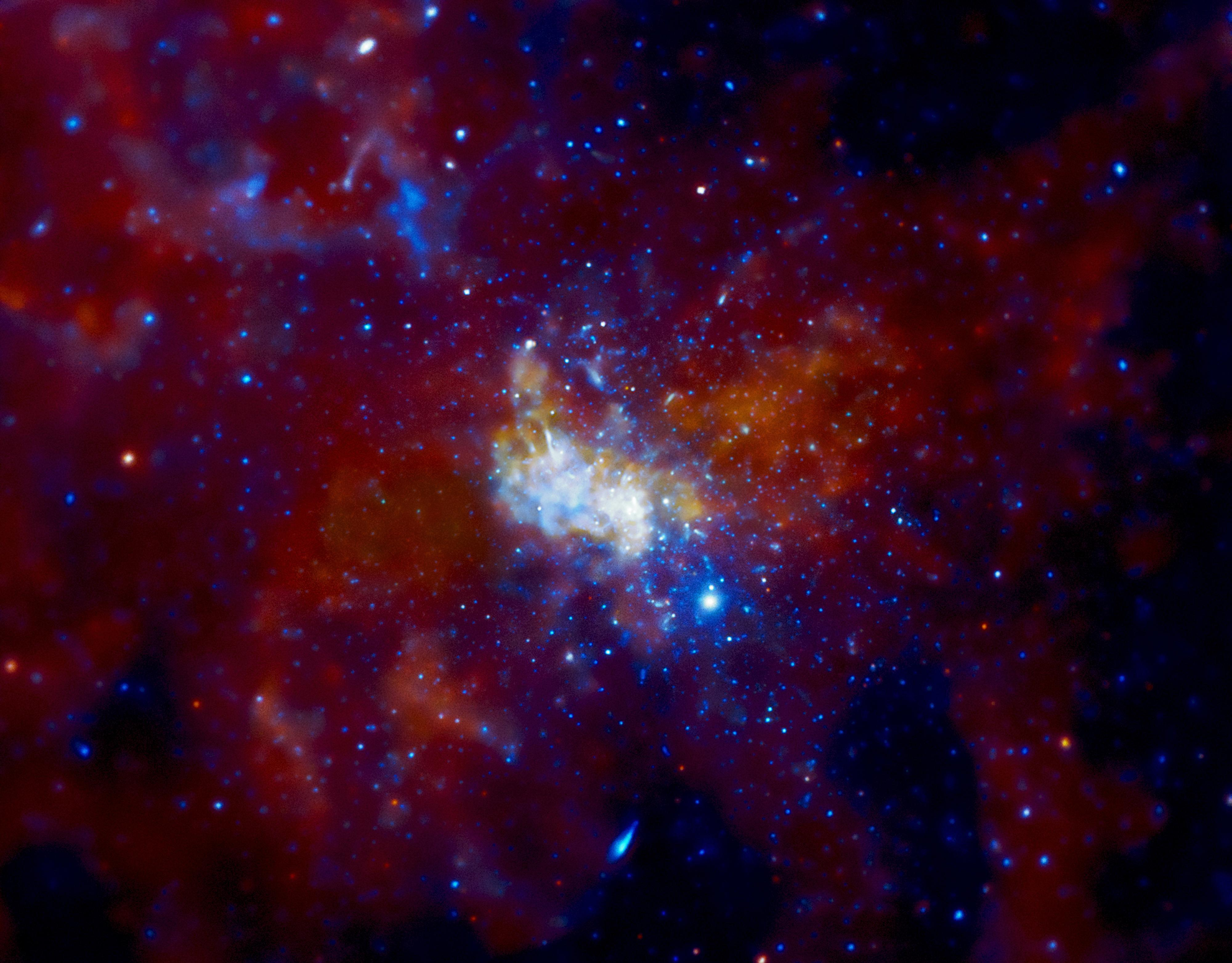
Стрелец A*, фото с космического телескопа «Чандра»

Некоторые комментаторы, соглашаясь с теорией «галактического выравнивания», видят в нём глобальную космическую катастрофу. По их мнению, «выравнивание» приведёт к созданию комбинированного гравитационного эффекта между Солнцем и сверхмассивной чёрной дырой Стрелец A*, находящейся в центре галактики Млечный Путь, что в свою очередь породит хаос на Земле. Кроме того, как уже отмечалось, «галактическое выравнивание» произошло в 1998 году, и видимый при наблюдении с Земли путь Солнца по зодиаку проходит не через истинный центр Галактики, а несколькими градусами выше. И, в любом случае, расстояние от Земли до Стрельца A* составляет порядка 30 000 световых лет. Оно должно быть в 6 миллионов раз меньше, чтобы вызывать гравитационные сбои в Солнечной системе. Такое прочтение «галактического выравнивания» было представлено в документальном фильме Decoding the Past, показанном на History Channel. Джон Мэйджор Дженкинс заявил, что соавтором сценария явно выступил писатель-фантаст, а сам фильм охарактеризовал как «45 минут беззастенчивой лжи о конце света» и «безумное стремление к сенсационности худшего пошиба».
Некоторые сторонники апокалиптической теории использовали термин «галактического выравнивания» для описания очень разных явлений, предлагаемых учёными для объяснения картин массовых вымираний видов, о которых свидетельствуют палеонтологические данные. Согласно этой гипотезе, вымирания происходили с определённой периодичностью, раз в 26 миллионов лет. В рамках гипотезы это обосновывается периодичностью движения Солнца вокруг центра Млечного Пути по собственной орбите, один полный цикл которой составляет 250 миллионов лет. Во время этого движения Солнце регулярно — раз в 20-25 миллионов лет — проходит через галактическую продольную плоскость симметрии. Когда Солнечная система оказывается в галактической плоскости, действие приливных сил со стороны остальной массы галактики возрастает, и эти силы захватывают кометы из Облака Оорта. В результате поток комет, направляющихся внутрь Солнечной системы возрастает в 4 раза, что приводит к значительному увеличению вероятности столкновения кометы с Землёй. Однако, эта гипотеза встречает серьёзные возражения. Такое «выравнивание» должно происходить в течение десятков миллионов лет и не может быть приурочено к какой-либо дате. Более того, научные данные свидетельствуют о том, что Солнце прошло через плоскость галактического диска только три миллиона лет назад и в настоящее время продолжает удаляться от неё.
Третий вариант фатального выравнивания представляет собой нечто вроде парада планет, который якобы должен был состояться 21 декабря 2012 года. Тем не менее, никакого парада планет в этот день не будет. Подобные явления наблюдались, например, в 2000 и в 2010 годах, каждый раз без каких-либо последствий для Земли. Юпитер — самая большая планета Солнечной системы — массивнее всех остальных планет, вместе взятых. В момент его противостояния с Землёй его гравитационное воздействие составляет менее 1 % от влияния со стороны Луны.

### Инверсия магнитного поля Земли
Другая распространённая спекуляция на тему 2012 года касается возможности инверсии магнитного поля Земли (часто к тому же некорректно называемой сдвигом полюсов) в результате сверхмощной солнечной вспышки с выделением энергии, эквивалентной взрыву 100 миллиардов атомных бомб. Эта убеждённость подкрепляется наблюдениями, что магнитное поле Земли ослабевает, что будто бы само по себе может привести к перемене знаков полюсов, в то время как в районе 2012 года ожидается пик солнечной активности.
Однако согласно большинству научных оценок, процесс инверсии магнитного поля должен занимать от 1000 до 10000 лет, он не может начаться, а тем более состояться в какой-то определённый день. Кроме того, согласно данным американского Национального управления океанических и атмосферных исследований солнечный максимум придётся на май 2013 года и будет сравнительно слабым, с небольшим числом солнечных пятен. В любом случае, нет никаких научных доказательств, связывающих максимумы солнечной активности с инверсиями магнитного поля Земли, причины которых, по всей видимости, могут находиться исключительно в её недрах. На самом деле солнечный максимум будет заметен, в основном, из-за перебоев связи с орбитальными спутниками и в сотовой телефонной связи. По мнению Дэвида Моррисона, идея о возможном катастрофическом влиянии солнечного максимума на орбитальные спутники в 2012 году получила широкое распространение благодаря физику и популяризатору науки Митио Каку, который как-то высказал её в интервью Fox News.

### Планета X/Нибиру
Некоторые последователи теории Судного дня в 2012 году ожидают столкновения Земли с не открытой пока Планетой X, на роль которой часто прочат мифическую странствующую планету Нибиру, якобы населённую пришельцами. Таким образом, идея столкновения двух небесных тел, в случае Нибиру, дополняется ожиданием инопланетного вторжения. Эти соображения высказываются в разных вариантах, начиная с 1995 года, причём первоначально Судный день ожидался в мае 2003, а когда этот срок благополучно прошёл, сторонники теории перенесли столкновение на новый. Подобные предположения, как правило, не воспринимаются всерьёз, их сторонники подвергаются насмешкам. По словам американского астронома Майкла Брауна, если бы такое столкновение произошло в 2012 году, таинственную планету уже в 2010 году было бы видно в небе невооружённым глазом. В сентябре 2010 года появилась научная работа итальянского астронома Лоренцо Йорио, в которой он доказывает, что в принципе не может существовать, пусть и ещё не открытого, астрономического объекта, который мог бы столкнуться с Землёй в ближайшие несколько лет.

### Прочие катастрофы

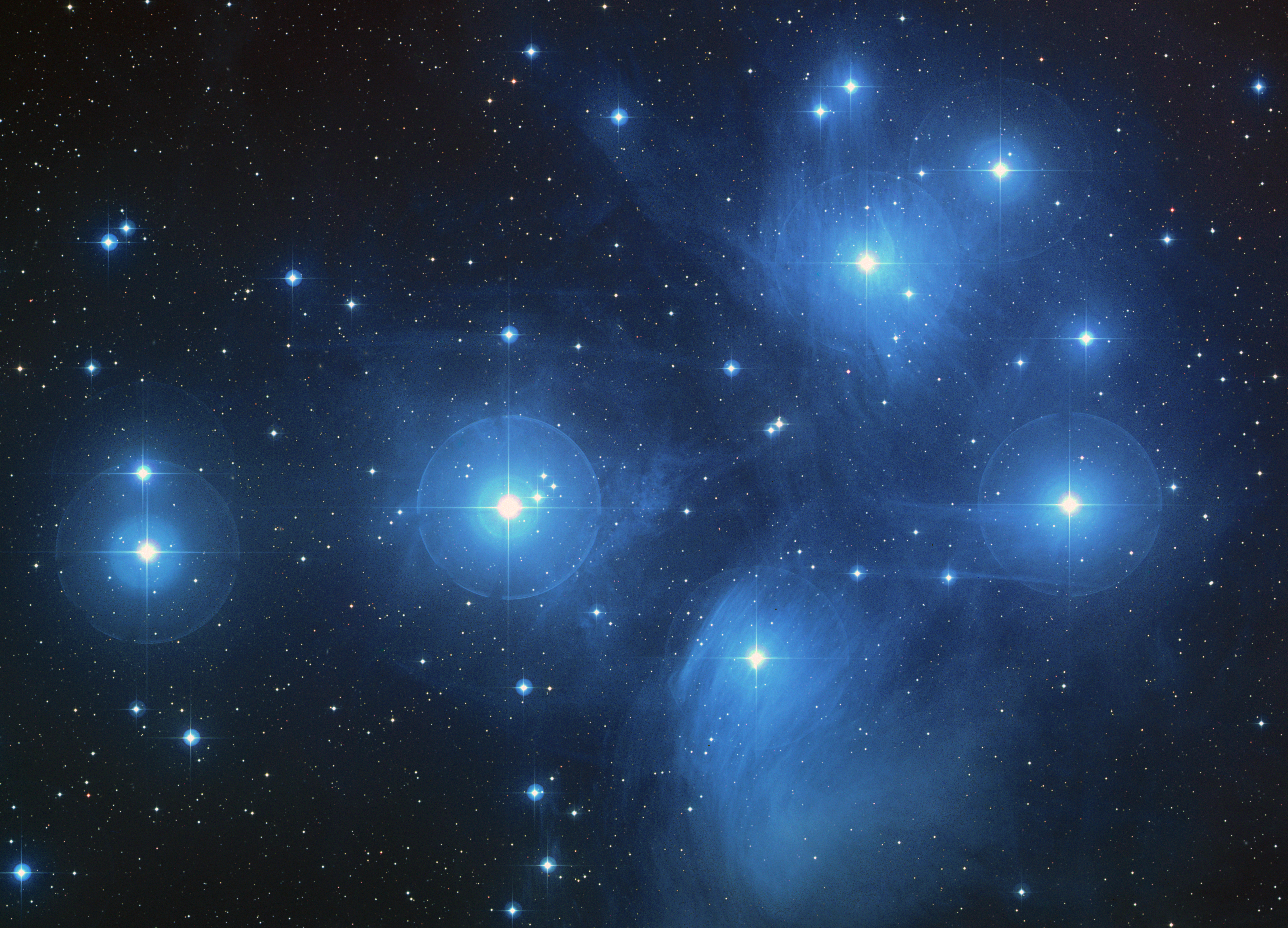
Плеяды — звёздное скопление, которое иногда связывают с феноменом 2012 года

Грэм Хэнкок, автор псевдонаучной книги «Следы богов» (Fingerprints of the Gods), интерпретировал соображения Коу из Breaking the Maya Code как доказательства пророчества глобального катаклизма. Немецкий кинорежиссёр Роланд Эммерих в титрах к своему блокбастеру «2012» указал, что на создание фильма его вдохновила книга Хэнкока. В интервью лондонскому журналу Time Out Эммерих сообщил, что впервые узнал о теории смещения земной коры именно из этой книги.
Отдельный ряд спекуляций основан на предсказаниях компьютерной программы Web Bot (англ. Web Bot), отслеживающей ключевые слова на интернет-чатах и форумах. Проект существует с конца 1990-х годов, его авторы заявляют, что смогли предсказать многие природные и техногенные бедствия, включая авиакатастрофу Airbus A300 2001 года, катастрофу шаттла «Колумбия», ураган «Катрина» и другие. Комментаторы скептически относятся к этим заявлениям, называя результаты предсказаний природных катаклизмов с помощью анализа сетевых чатов неубедительными, а саму методику в лучшем случае псевдонаучной, в то время как некоторые явления, непосредственно связанные с деятельностью человека, такие как биржевой крах, а также так называемые самосбывающиеся прогнозы, вероятно, можно предсказать с помощью подобной программы.
Иногда 2012 год пытались увязать с концепцией так называемого фотонного пояса (англ. Photon Belt), впервые сформулированной немецким инженером и эзотериком Паулем Отто Гессе ещё в 1950 году и впоследствии развитой другими авторами. Концепция предусматривает существование гигантского тороида из фотонов (или светящейся плазмы), центром которого якобы является звезда Сириус. Тороид будто бы соединяет Солнечную систему и звёздное скопление Плеяд, в частности его ярчайшую звезду — Альциону, образуя канал связи между ними. При прохождении через «фотонный пояс» всё живое на Земле якобы испытает его влияние на уровне ДНК, и человечество преобразится. Критики отмечают, что, согласно научным представлениям, фотоны не могут образовывать никаких «поясов». Кроме того, Плеяды находятся на расстоянии более 400 световых лет и не могут оказывать никакого влияния на Землю, а Солнечная система продолжает от них удаляться.
Некоторые СМИ объявили, что красный сверхгигант Бетельгейзе взорвётся сверхновой, и последствия этого взрыва скажутся на Земле в 2012 году. Однако, несмотря на то, что Бетельгейзе, по всей видимости, действительно, завершает свой жизненный цикл и её, вероятно, ожидает такая участь, нет возможности предсказать взрыв с точностью более чем в 100 тысяч лет. Чтобы стать угрозой для Земли, сверхновая должна взорваться на расстоянии в 25 световых лет от Солнечной системы, в то время как до Бетельгейзе 500—600 световых лет, и её взрыв, хотя и станет грандиозным наблюдаемым астрономическим событием, не окажет заметного влияния на Землю. В декабре 2011 года НАСА выпустило пресс-релиз с развенчанием теории взрыва сверхновой в 2012 году.
Наконец, ещё одна группа спекулятивных предположений была связана с возможным вторжением пришельцев. Впервые статья об этом была опубликована на сайте Examiner.com в декабре 2010. Затем она была перепечатана в некоторых средствах массовой информации, преимущественно русскоязычных, а также в англоязычной версии газеты «Правда». Сообщалось, со ссылкой на самый детальный из существующих в настоящее время цифровых обзоров звёздного неба Digitized Sky Survey (WikiSky), что члены сообщества SETI зафиксировали три больших космических корабля, направляющихся к Земле. Их появление якобы ожидается в 2012 году. Астроном Фил Плейт отметил по этому поводу, что, используя метод аппроксимации для малых углов, нетрудно установить, что если бы указанные объекты действительно были размером с космический корабль, то на момент снимка они уже находились бы ближе к Земле, чем Луна, и прибыли бы на Землю задолго до наступления 2012 года. В январе 2011 года главный астроном института SETI Сет Шостак опроверг информацию об обнаружении неопознанных объектов. То, что было принято инициаторами шумихи за «армаду кораблей», оказалось артефактами изображений.
Согласно «Независимой газете», 21 декабря 2012 года истекла 99-летняя аренда денежного станка Федеральной резервной системой (ФРС) у Конгресса США, и для продления аренды ФРС потребуется помимо большинства голосов в Сенате и в Палате представителей, ещё 3/4 голосов от законодателей каждого штата. Данное сообщение разоблачается как газетная «утка» в выпуске познавательного интернет-телевидения Poznavatelnoe.TV. Однако Сергей Голубицкий в издании i-Business ставит под сомнение корректность данного разоблачения.

## Общественная реакция
Феномен активно обсуждался в обществе, в частности в сети Интернет. Теме посвящены сотни тысяч веб-страниц. По данным организации Global Language Monitor (англ. Global Language Monitor), отслеживающей мировые тренды в интернете, слово «Апокалипсис» (вместе с синонимами и производными) стало главным словом 2012 года. Пользователи Сети также проецировали ожидание конца света на резонансные события этого года, придумывая неологизмы, такие как «обамагеддон» (президентские выборы в США) или «еврогеддон» (долговой кризис в еврозоне).
Интернет-сервис НАСА «Спроси астробиолога» («Ask an Astrobiologist») с 2007 года получил свыше 5000 запросов. Иногда люди спрашивали, имеет ли им смысл убить себя, своих детей и домашних животных, не дожидаясь «конца света». В мае 2012 года среди 16 тысяч совершеннолетних респондентов из 21 страны был проведён опрос, который показал, что 8 % испытывают страх и беспокойство из-за возможного «конца света» в декабре. В среднем 10 % согласились с утверждением, что «календарь майя, который, по слухам, заканчивается в 2012 году, говорит о конце света». Такое мнение высказали 20 % китайских респондентов, по 13 % опрошенных в России, Турции, Японии и Корее, а также 12 % жителей США, где продажи частных подземных бункеров (англ. Blast shelter) значительно возросли по сравнению с 2009 годом. Зафиксирован по меньшей мере один случай суицида, непосредственно связанный со страхом неизбежной гибели, а также несколько шуточных подобных сообщений. Группа учёных на пленарном заседании Тихоокеанского астрономического общества заявила, что распространению депрессивных, фаталистических и панических настроений значительно поспособствовал Интернет, что выделяет феномен 2012 года на фоне подобных эпизодов прошлого.
Мэр бразильского города Сан-Франсиску-ди-Паула (штат Риу-Гранди-ду-Сул) Дэсиу Колла призвал жителей подготовиться к концу света, запасая продукты питания и товары первой необходимости. В другом бразильском городе, Коргинью (штат Мату-Гросу-ду-Сул), строилась колония-приют для переживших катаклизм, а в муниципалитете Алту-Параизу-ди-Гояс (штат Гояс) отели особо резервировали места на предсказанные даты. 11 октября 2012 года полиция бразильского города Тересина пресекла массовое самоубийство порядка ста членов деструктивной секты. Её глава, самозванный пророк Луиш Перейра душ Сантуш, объявил о конце света в день празднования Пресвятой Девы Марии Апаресидской (англ. Our Lady of Aparecida). Впоследствии Сантуш был арестован.
Премьер-министр Австралии Джулия Гиллард записала для сограждан шуточное, но при этом официальное обращение, которое транслировалось по центральному телевидению на фоне национальных флагов и оказалось в итоге рекламой телешоу. Гиллард, в частности, сказала:

Мои дорогие и пока ещё живые сограждане-австралийцы! Грядёт конец света. Он не настал в 2000 году с компьютерной проблемой. И не пришёл после введения налога на промышленные выбросы. Но история с календарём майя, похоже, оказалась правдой. Что бы ни стало причиной катастрофы — кровожадные зомби, демонические исчадия ада или безоговорочный триумф корейской поп-музыки — я буду до самого конца защищать вас.Оригинальный текст (англ.)My dear remaining fellow Australians, the end of the world is coming. It wasn't Y2K, it wasn't even the carbon price. It turns out that the Mayan calendar is true. Whether the final blow comes from flesh-eating zombies, demonic hell-beasts or from the total triumph of K-Pop, if you know one thing about me it is this - I will always fight for you to the very end.
— Джулия Гиллард
В Китае были арестованы, по разным сведениям, от 93 до более пятисот членов и последователей запрещённой в стране христианской секты «Церковь Всемогущего Бога». Они распространяли листовки, книги, фильмы и другие материалы, а также слухи о грядущем «конце света» в буквальном смысле этих слов: по их версии, в течение трёх дней (21—23 декабря) Земля погрузится во тьму: не будет ни солнечного света, ни электричества. Среди обвинений, звучащих в адрес задержанных, — желание нанести урон Компартии Китая. Под впечатлением от распространяющихся слухов о «конце света» мужчина, страдающий эпилепсией, в центральной китайской провинции Хэнань нанёс ножевые ранения 23 школьникам.

## Культурное влияние
Феномен оказал большое влияние на массовую культуру. Отсылки к неким катастрофическим событиям, которые будто бы должны были произойти 21 декабря 2012 года, в огромном количестве встречаются в публицистике, эзотерических и художественных произведениях.
В заключительных эпизодах культового сериала «Секретные материалы» (эпизоды «Истина», I и II часть, премьера 19 мая 2002 года) 22 декабря 2012 года упоминается как дата окончательной колонизации Земли инопланетным разумом:

Десять веков назад майя были перепуганы тем, что их календарь оборвался на той самой дате, с которой и начнётся мой рассказ. 22 декабря 2012 года. День решающего вторжения пришельцев.
Оригинальный текст (англ.)Ten centuries ago the Mayans were so afraid that their calendar stopped on the exact date that my story begins. December 22, the year 2012. The date of the final alien invasion.

Телеканал History Channel за несколько лет выпустил целый ряд фильмов, посвящённых этой дате: Decoding the Past (2005—2007), 2012, End of Days (2006), Last Days on Earth (2006), Seven Signs of the Apocalypse (2007) и Nostradamus 2012 (2008). Discovery Channel транслировал фильм «2012 Apocalypse» в 2009 году. В этом фильме высказывались предположения, что грядущий всемирный катаклизм может быть связан с сильнейшими геомагнитными бурями, инверсией магнитного поля Земли, землетрясениями, извержениями супервулканов и другими исключительными и смертоносными природными явлениями. Канал National Geographic в 2012 году запустил шоу под названием «Doomsday Preppers», представляющее собой серию документальных фильмов о сурвивалистах, готовящихся пережить любые катаклизмы, включая конец света 2012 года.

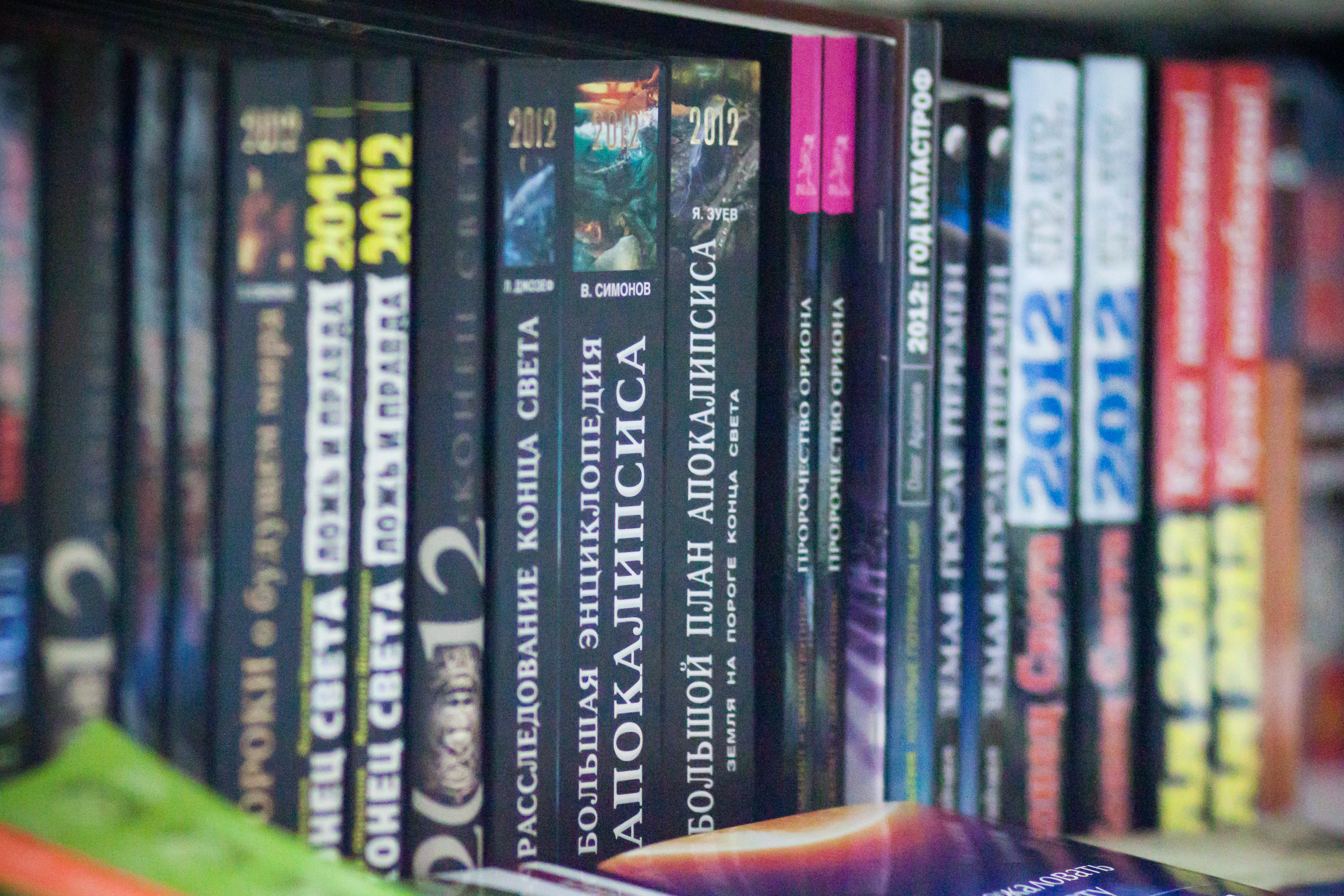
Полка в одном из книжных магазинов Москвы. Декабрь 2012

На тему грядущего «апокалипсиса» опубликованы сотни книг. Роман американского писателя Дэна Брауна «Утраченный символ» (англ. The Lost Symbol, 2009) стал абсолютным бестселлером. В нём упоминается тема под номером 2456282.5 на форуме сотрудников «Криптос». Этот номер представляет собой запись юлианской даты для 21 декабря 2012 года.
Фильм-катастрофа «2012» Роланда Эммериха, вышедший на экраны в 2009 году, эксплуатирует феномен 2012 года. В рекламной кампании фильма был использован скрытый маркетинг. От имени вымышленного «Института выживания человечества» (Institute for Human Continuity) транслировались телевизионные ролики и создавались веб-сайты, с призывами «готовиться к концу света». При этом никаких упоминаний о самом фильме не было, многие приняли эти призывы за «чистую монету» и в панике обращались к астрономам. Когда всё выяснилось, рекламная кампания была подвергнута жёсткой критике, но фильм стал одним из самых успешных по итогам года, собрав в прокате по всему миру около 770 миллионов долларов.
Сюжет психологической драмы Ларса фон Триера «Меланхолия» 2011 года разворачивается на фоне надвигающейся катастрофы планетарного масштаба: к Земле приближается планета, которая долгое время была скрыта за Солнцем. Анонсируя прокат фильма в Америке, глава Magnolia Pictures сказал: «Поскольку апокалипсис 2012 уже распростёрся над нами, самое время устроить кинематографическую тайную вечерю».
В феврале 2012 года американский автогигант General Motors во время ежегодного футбольного матча Супербоул запустил в эфир рекламу, в которой группа друзей съезжается на встречу на руинах человеческой цивилизации после апокалипсиса 2012 года. У каждого из них пикап Chevrolet Silverado. Но один из друзей так и не приехал. Оказалось, что у него был Ford.
Феномен также породил несколько песен:
- Ещё в 1997 году в композиции «A Certain Shade of Green» Incubus обращаются к мистической вере в преображение, которое должно произойти в 2012 году («Are you gonna stand around till 2012 A.D.? / What are you waiting for, a certain shade of green?»).
- Среди более поздних хитов можно назвать «2012 (It Ain't the End)[англ.]» (2010) в исполнении Джея Шона и «Till the World Ends» (2011) Бритни Спирс.
- Группа «Мурзилки International» написала пародию, эксплуатирующую тему «конца света», на песню в исполнении Карела Готта из мультфильма «Приключения пчёлки Майи»[199].
- Песня «Time for Miracles» в исполнении Адама Ламберта звучала во время финальных титров фильма «2012»; в клипе на неё были использованы кадры из самого фильма[200].
- Песня «Кранты» группы «Несчастный случай».
- Симфоник-метал-группа Therion записала в 2010 году песню «2012», посвящённую мифам о календаре майя.

## Празднование начала новой эры
В 2011 году Совет по туризму Мексики заявил о намерении использовать 2012 год, без апокалиптической коннотации, как средство оживления туристической индустрии страны, чья репутация сильно пострадала из-за нарковойн и похищения людей. Предполагается использовать мистическую привлекательность руин майя. 21 декабря 2011 года в городе майя Тапачула (штат Чьяпас) были запущены шестифутовые цифровые часы, отсчитывающие время до окончания 13 б’ак’туна, а неподалёку от археологического объекта Исапа священники майя жгли благовония, пели и молились.
В Гватемале 20 декабря 2012 года в 18:00 по местному времени в 13 археологических зонах, в том числе в Тикале на севере страны, начались мероприятия, посвящённые встрече новой эры. Гватемальское телевидение вело трансляцию на многие страны мира, от Бразилии до Китая. По словам Альберто Маррокина, секретаря великого совета властей древних народов майя, гарифуна и шинка, проживающих в Гватемале, день 21 декабря знаменует новый рассвет для культуры майя. Очищения затронули 20 священных мест на территории страны. Жрецы призвали всех к всеобщей медитации. Только так, по их словам, можно сохранить мать-землю и достичь братства между живущими на ней. Администрация Гватемалы полагала, что на празднование завершения цикла календаря майя и начала новой эры в страну приедет не менее 200 тысяч туристов.

## Комментарии
- a  Число 13 играет важную роль в летосчислении мезоамериканцев. Сакральный календарь цолькин состоял из двух независимых циклов длиной 13 и 20 дней. Солнечный цикл состоял из 13 б’ак’тунов (приблизительно 256 солнечных лет). Причина важности числа 13 не совсем понятна, возможно это как-то связано с фазами Луны и продолжительностью беременности[204][205].
- b  В календаре майя, в отличие от традиционных календарей, был задействован ноль[206].
- c  Дата творения в длинном счёте майя имеет вид не «0.0.0.0.0», как можно было бы подумать, а «13.0.0.0.0»[69].
- d  Большинство майянистов, таких как Марк Ван Стон и Энтони Эвени, признают «корреляцию Гудмана-Мартинеса-Томпсона», согласно которой начало длинного счёта приходится на 11 августа 3114 года до н. э., а последний день 13 б’ак’туна на 21 декабря 2012 года[207]. Этой же дате отдают предпочтение подавляющее большинство сторонников эсхатологической трактовки календаря. По мнению Ван Стона, причина в том, что она совпадает с датой зимнего солнцестояния, что делает её значимой для астрологов. Впрочем, некоторые майянисты, такие как Майкл Д. Коу, Линда Шелле и Марк Цендер, поддерживают «корреляцию Лаунсбери», которая также устанавливает дату начала длинного счёта на 13 августа, а конечную дату двумя днями позже, на 23 декабря. Вопрос о том, какая из двух корреляций является верной, ещё не окончательно разрешен[208].
- e  Изначально Майкл Коу указал дату 24 декабря 2011 года. Во втором издании книги (1980) он перенёс её на 11 января 2013[209], однако и этот вариант не стал окончательным. В третьем издании книги Коу (1984) указывает уже 23 декабря 2012 года[210]. И эта же корреляция, отличающаяся на 2 дня от предложенной Робертом Шерером, повторяется и в последующих изданиях книги Коу. Указание на 21 декабря 2012 года впервые появляется в Таблице B.2 четвёртого издания книги Сильвануса Морли The Ancient Maya, изданной в 1983 году, уже после смерти автора, под редакцией Роберта Шерера[211].
- f  Личное имя лжебога «7 Макао» построено по образцу личных имён майя, дающихся по дате рождения. При этом в календаре майя дня «7 Макао» нет.